# Świetlana Przyszłość
Świetlana Przyszłość (isl. Björt framtið) – islandzka partia polityczna założona w 2012 roku przez wybranego do Althingu z listy Partii Postępu niezależnego parlamentarzystę Guðmundura Steingrímssona oraz członków stworzonej przed wyborami lokalnymi w 2010 roku Najlepszej Partii, formalnie reprezentowanej przez jej wiceprzewodniczącą Heiðę Kristín Helgadóttir. Nazwa partii została wybrana po przeprowadzeniu ankiety. Propozycję zgłosiło 2000 osób, w tym 6 z nich zaproponowała nazwę, która została ostatecznie wybrana. W języku islandzkim skrót nazwy partii jest identyczny jak skrót Najlepszej Partii (isl. Besti flokkurinn). Świetlana Przyszłość została utworzona z myślą o starcie w wyborach parlamentarnych w 2013 roku. Przed nimi jej członkami była dwójka parlamentarzystów: Guðmundur Steingrímsson i Róbert Marshall (który został wybrany z listy Sojuszu). W wyniku głosowania Świetlana Przyszłość zdobyła 6 miejsc w 63-osobowym Althingu. 
Za swoje polityczne cele Świetlana Przyszłość uznaje promowanie idei zrównoważonego rozwoju i zrównoważonego wykorzystania energii,  wspieranie tworzenia nowych miejsc pracy, poprawienie jakości systemu edukacji i ochrony zdrowia oraz rozwijanie współpracy zagranicznej. Partia w trakcie kampanii wyborczej w 2013 roku wyrażała poparcie dla wstąpienia Islandii do Unii Europejskiej i przyjęcia waluty euro.
Jesienią 2013 roku Jón Gnarr zapowiedział, że Najlepsza Partia, z której ramienia został wybrany na stanowisko burmistrza Reykjavíku zostanie połączoną ze Świetlaną Przyszłością przed wyborami lokalnymi w 2014 roku.

## Wyniki wyborów
| Wybory | Liczba głosów | % głosów | Liczba mandatów |
| ------ | ------------- | -------- | --------------- |
| 2013   | 15 583        | 8,25     | 6 z 63          |
| 2016   | 13 578        | 7,2      | 4 z 63          |
| 2017   | 2394          | 1,2      | 0 z 63          |